# 대한민국의 군
대한민국의 군(郡)은 도 및 광역시의 산하 행정 구역이자 기초지방자치단체이다.
군은 하부 행정 구역으로 읍과 면을 둘 수 있다. 2022년 8월 현재 읍의 개수가 가장 많은 군은 읍이 6개인 대구광역시 달성군이다. 최근 군에서 시로 승격된 지역은 2013년 9월 23일에 승격된 여주시이다. 인구가 가장 많은 군은 대구광역시 달성군으로 26만 3천여 명, 광역시 내 군을 제외하면 경기도 양평군으로 12만 2천여 명이며, 가장 적은 군은 울릉군으로 인구가 약 9천여 명이다.
인구 5만명 이상의 도시 형태를 갖춘 읍·면이 있는 군(郡)이나 인구 2만명 이상의 도시 형태를 갖춘 2개 이상의 읍·면의 인구 합계가 5만명 이상이고 전체 인구가 15만명 이상인 군은 시로 승격될 수 있다.
대한민국에는 2023년 6월 21일 기준으로 82개의 군이 있으며, 서울특별시, 대전광역시, 광주광역시, 세종특별자치시, 제주특별자치도에는 군이 없다.

## 같이 보기
- 대한민국의 행정 구역
- 대한민국의 군 목록
- 한국의 역사
- 한국의 행정 구역
- 군 (행정 구역)